# Kongres Zjednoczonych Związków Zawodowych
Kongres Zjednoczonych Związków Zawodowych (ang. United Trade Union Congress, UTUC) – indyjska centrala związkowa działająca od 1949. Jest powiązana z Partią Rewolucyjnych Socjalistów (RSP).
UTUC jest zrzeszona w Światowej Federacji Związków Zawodowych (WFTU).

## Historia
UTUC została założona na Ogólnoindyjskiej Konferencji Pracy w Kalkucie 1 maja 1949. Pierwszym Przewodniczącym został Khushal Talaksi Shah, członek Zgromadzenia Konstytucyjnego z Mumbaju, a Sekretarzem Generalnym Mrinal Kanti Bose, były prezes Ogólnoindyjski Kongres Związków Zawodowych (AITUC) z Bengalu. W momencie założenia Bose twierdził, że organizacja składała się z 236 związków zawodowych o łącznej liczbie członków 347 428.
Według danych Ministerstwa Pracy w 2002 UTUC zrzeszało 383 946 pracowników.